# Радзимін
Радзи́мін (пол. Radzymin) — місто в центральній Польщі. Належить до Воломінського повіту Мазовецького воєводства.
В 1920-ті роки біля міста розташовувався табір російських військовополонених після Польського походу Червоної армії 1920 року.

## Демографія
Демографічна структура станом на 31 березня 2011 року:
|          | Загалом | Допрацездатний вік | Працездатний вік | Постпрацездатний вік |
| -------- | ------- | ------------------ | ---------------- | -------------------- |
| Чоловіки | 4846    | 1194               | 3277             | 375                  |
| Жінки    | 5238    | 1066               | 3176             | 996                  |
| Разом    | 10084   | 2260               | 6453             | 1371                 |

## Відомі особистості
В поселенні народився:
- Еугеніуш Рибка (1898—1988) — польський астроном.